# La Forêt lumière
La Forêt lumière est le sixième tome de la série de bande dessinée Idéfix et les Irréductibles. Illustrées par Jean Bastide, chacune des trois histoires est scénarisée par Matthieu Choquet, Olivier Jean-Marie et Cédric Bacconier. L'album est sorti le 12 juin 2024.

## Résumé
- La Forêt lumière : L'architecte Anglaigus (Le Domaine des Dieux) tente de construire une route entre Lutèce et Rome.
- Le Retour de Chevrotine : Les Irréductibles doivent rétablir l’ordre lorsque Chevrotine tente de prendre sa revanche auprès des Romains.
- Des Miettes et des jeux : Asmatix et ses amis enquêtent sur la pénurie de pain dans Lutèce[1].

## Autour de l'album
Le Retour de Chevrotine est tirée d'une aventure de la seconde saison de la série télé.
L'album est un hommage au scénariste Olivier Jean-Marie, mort en 2021, et la couverture est imprimée avec de l'encre phosphorescente.